# Gauwirtschaftskammer
Die Gauwirtschaftskammern waren Wirtschaftsorganisationen zur Zeit des Nationalsozialismus. Ab 1942 wurden sie per Erlass des Reichswirtschaftsministeriums als Nachfolger der (damals 111) Industrie- und Handelskammern, Handwerkskammern und Wirtschaftskammern errichtet. Unter dem Druck des Krieges sollten so die Kräfte der Wirtschaft regional gebündelt werden. Die ohnehin seit der „Machtergreifung“ drastisch eingeschränkte Selbstverwaltung dieser Wirtschaftsbereiche wurde damit beseitigt. Die Organisation folgte räumlich den Parteigauen der NSDAP, die von 1939 bis 1945 bestanden.
Rechtsgrundlage war die Gauwirtschaftskammeraufbauverordnung (GWKAV) vom 30. Mai 1942.
Das Handwerk fristete als „Handwerksabteilung“ ein Schattendasein, da die Industrie zunehmend kriegswichtiger wurde. Der Handwerksabteilung stand der Gauhandwerksmeister vor, der gleichzeitig Vizepräsident (oder wie z. B. Gustav Bernhardt in der Gauwirtschaftskammer Kassel Präsident) der Kammer war. Diese Ämter wurden nicht durch freie Wahl, sondern nach dem Führerprinzip durch die nationalsozialistischen Machthaber besetzt. Damit handelte es sich nicht mehr um Organisationen wirtschaftlicher Selbstverwaltung.
Die Präsidenten und die Vizepräsidenten der Gauwirtschaftskammer mussten hauptberufliche Unternehmer sein. Damit fielen nach Hans-Erich Volkmann auch auf Gauebene dem Unternehmertum wirtschaftspolitische Verantwortung in der Erfüllung staatlicher Führungsfunktionen zu. Auch das Korps der Gauwirtschaftsberater entstammte weitgehend dem einflussreichen Unternehmertum.
Die Gauwirtschaftskammern waren Mitglied der Reichswirtschaftskammer.
Mitglied waren alle juristischen und natürlichen Personen, die im Bezirk der Kammer einen wirtschaftlichen Betrieb unterhielten.
In der Regel lösten die alliierten Militärregierungen bereits ab Sommer 1945 die Gauwirtschaftskammern auf. Im Lande Groß-Hessen kam es durch die Amerikaner bereits zur Neuerrichtung gesonderter Handwerkskammern, die teilweise erst ab Gründung der Bundesrepublik mit der Handwerksordnung ihre rechtmäßige demokratische Grundlage erhielten.
In Frankfurt am Main verblieb die neue Handwerkskammer bis 1957 räumlich unter dem Dach des Börsen- und IHK-Gebäudes, in das sie durch die Errichtung der Gauwirtschaftskammer 1943 hineingezwungen worden war.
In der sowjetischen Besatzungszone wurden auf Länderebene neue IHK errichtet, aber später wieder abgeschafft. Siehe hierzu Industrie- und Handelskammer der DDR.

## Einzelne Gauwirtschaftskammern
| Name                                          | (Haupt-)Sitz            |
| --------------------------------------------- | ----------------------- |
| Gauwirtschaftskammer Schwaben                 | Augsburg                |
| Gauwirtschaftskammer Bayreuth                 | Bayreuth                |
| Gauwirtschaftskammer Berlin                   | Berlin                  |
| Gauwirtschaftskammer Weser-Ems                | Bremen                  |
| Gauwirtschaftskammer Niederschlesien          | Breslau                 |
| Gauwirtschaftskammer Danzig-Westpreußen       | Danzig                  |
| Gauwirtschaftskammer Westfalen-Süd            | Dortmund                |
| Gauwirtschaftskammer Sachsen                  | Dresden                 |
| Gauwirtschaftskammer Düsseldorf               | Düsseldorf              |
| Gauwirtschaftskammer Essen                    | Essen                   |
| Gauwirtschaftskammer Rhein-Main               | Frankfurt am Main       |
| Gauwirtschaftskammer Steiermark               | Graz                    |
| Gauwirtschaftskammer Halle-Merseburg          | Halle/Saale             |
| Gauwirtschaftskammer Hamburg                  | Hamburg                 |
| Gauwirtschaftskammer Hannover-Braunschweig    | Hannover                |
| Gauwirtschaftskammer Tirol-Vorarlberg         | Innsbruck               |
| Gauwirtschaftskammer Kurhessen                | Kassel                  |
| Gauwirtschaftskammer Oberschlesien            | Kattowitz               |
| Gauwirtschaftskammer Kärnten                  | Klagenfurt              |
| Gauwirtschaftskammer Moselland                | Koblenz                 |
| Gauwirtschaftskammer Köln-Aachen              | Köln                    |
| Gauwirtschaftskammer Ostpreußen               | Königsberg              |
| Gauwirtschaftskammer Oberdonau                | Linz                    |
| Gauwirtschaftskammer Oberrhein                | Straßburg               |
| Gauwirtschaftskammer Schleswig-Holstein       | Lübeck                  |
| Gauwirtschaftskammer Magdeburg-Anhalt         | Magdeburg               |
| Gauwirtschaftskammer München-Oberbayern       | München                 |
| Gauwirtschaftskammer Westfalen-Nord           | Münster i. W.           |
| Gauwirtschaftskammer Franken                  | Nürnberg                |
| Gauwirtschaftskammer Wartheland               | Posen                   |
| Gauwirtschaftskammer Sudetenland              | Reichenberg             |
| Gauwirtschaftskammer Mecklenburg              | Rostock und Schwerin    |
| Gauwirtschaftskammer Salzburg                 | Salzburg                |
| Gauwirtschaftskammer Pommern                  | Stettin                 |
| Gauwirtschaftskammer Württemberg-Hohenzollern | Stuttgart               |
| Gauwirtschaftskammer Thüringen                | Weimar                  |
| Gauwirtschaftskammer Ost-Hannover-Lüneburg    | Wesermünde und Lüneburg |
| Gauwirtschaftskammer Wien                     | Wien                    |
| Gauwirtschaftskammer Mainfranken              | Würzburg                |